# محمد رؤوف النجار
محمد رؤوف النجار، ولد في قابس سنة 1947م، هو لاعب كرة قدم ومحامي وشخصية سياسية تونسية.

## لاعب كرة قدم
كان أبوه، محمد الصحبي النجار، لاعب كرة قدم كذلك، أصيل مدينة قابس. وسنة 1952، أي عندما كان محمد رؤوف في سنّ الخامسة، انتدب النادي التونسي (يعرف اليوم باسم النادي الرياضي الصفاقسي) أباه لينشط معه، وهو ما انجرّ عنه انتقال العائلة إلى صفاقس.
بدأ رؤوف مسيرته الرياضية صغيرا كلاعب كرة يد مثل أخيه الأكبر رضا، لكنّه سرعان ما غيّر وجهته نحو كرة القدم، فانضمّ إلى النادي التونسي الذي كان ينشط فيه أبوه، وسمح له طوله بالبروز فيه في خطة لاعب دفاع محوري (ليبيرو)، مما حدا بمدرب الفريق القومي الأولمبي إلى استدعائه إلى الفريق.

وفي النادي التونسي الذي تغير اسمه إلى النادي الرياضي الصفاقسي سنة 1962، استطاع رؤوف وزملاؤه أن يتحصّلوا على أوّل بطولة وطنية في تاريخ النادي سنة 1969، ثمّ بطولة أخرى سنة 1971 ومعها كأس تونس الأولى في تاريخ النادي كذلك في نفس السنة.
وبهذه المباراة، اختتم محمد رؤوف النجار مسيرته الرياضية محرزا الأرقام التالية :
- تحصل على بطولة تونس لكرة القدم في مناسبتين : 1969 و1971
- تحصل على كأس تونس لكرة القدم في مناسبة وحيدة : 1971
- خاض نهائي الكأس المغاربية للأندية البطلة سنة 1970
- عدد المباريات التي لعبها في البطولة التونسية من سنة 1966 إلى سنة 1971 : 80 (سجل فيها هدفين)
- عدد المباريات التي لعبها في كأس تونس : 18
- عدد المباريات التي لعبها في الكأس المغاربية للأندية البطلة : 2

## مسيرته المهنية والسياسية

### المحامي
أثناء مسيرته الرياضية، محمد رؤوف النجار دراسة الحقوق. وسنة 1970، بدأ بالعمل كملحق إداري في البنك المركزي التونسي، ثمّ أصبح محاميا سنة 1975 وبدأ في المرافعة في القضايا السياسية.

### رئيس الجامعة التونسية لكرة القدم
سنة 1994، وقع تعيينه في منصب رئيس الجامعة التونسية لكرة القدم، وهو منصب شغله إلى سنة 1996. وخلال عهدته الجامعية، بلغ المنتخب الوطني التونسي الدور النهائي لكأس الأمم الإفريقية لسنة 1996 وخسر مع جنوب إفريقيا، البلد المنظم. وبعد عودة المنتخب من هذا البلد إثر المسابقة، استقبل رئيس الجمهورية التونسية زين العابدين بن علي رئيس الجامعة محمد رؤوف النجار والمدرب الوطني هنري كاسبرجاك في المطار.

### مسيرته السياسية
يوم 22 جانفي 1997، عيّن رئيس الجمهورية محمد رؤوف النجار وزيرا للشباب والطفولة في حكومة حامد القروي خلفا لعبد الرحيم الزواري. ثمّ، في 17 نوفمبر 1999، وقع إسقاط هذه الحكومة وتعويضها بحكومة جديدة لمحمد الغنوشي، تولّى فيها محمد رؤوف النجار منصب وزير للشباب والطفولة والرياضة، وبقي في هذا المنصب حتّى يوم 5 سبتمبر 2002، اليوم الّذي استعاد فيه عبد الرحيم الزواري منصبه.
سنة 2001، أصبح رؤوف النجار رئيسالدائرة المحاسبات، ثمّ عُيّن وزيرا للتربية والتكوين يوم 25 أوت 2003 خلفا لمنصر الرويسي، وبقي في هذا المنصب سنتين قبل أن يغادر الحكومة يوم 17 أوت 2005 تاركا مكانه للصادق القربي الذي استرجع حقيبته الوزارية. ومن ثمّة وقع تعيينه سفيرا لتونس في فرنسا، وبقي في هذا المنصب حتّى يوم 5 جويلية 2012 لمّا وقع تعويضه بعادل الفقيه.